# Juliane Marie Jessen
Juliane Marie Jessen, född den 11 februari 1760, död den 6 oktober 1832, var en dansk författare och översättare. 

## Biografi
Juliane Marie Jessen föddes i Köpenhamn till föräldrarna etatsrådet Nicolai J. Jessen (1718–1800) och Marie C. Jacobi (1738–1801). Hon var syster till Carl Wilhelm Jessen. 
När hon var sju år gammal skrev hon sin första dikt, en kantat till änkedrottningen Juliane Maries födelsedag. Hon var 1787–1790 även lärare för änkedrottningen.
Hon författade, utom en samling mindre dikter, sången Dannemark, Dannemark, hellige Lyd, vilken 1819 vann en utlyst nationalsångstävling som aldrig vann insteg. Med vinsten blev hon känd för hela Danmark.
Hon skrev lustspelet Ei blot til Lyst 1815, och 1817 satiren Hinkentudse. 1819 utkom en diktsamling samt skådespelet Smaae Mark-Violer plantede i Danmarks Digterhauge.
Hon är begraven på Sankt Petri Kirkegård i Köpenhamn.

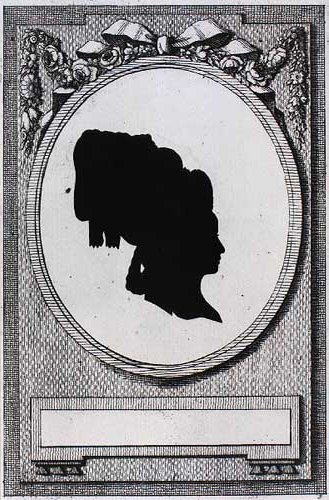
Juliana Marie Jessen 1781 av C. Limprecht.